# 赵海山
赵海山（1962年10月—），男，汉族，河北深州人，中华人民共和国政治人物，曾任天津市人民政府副市长、党组成员、湖北省红十字会会长、湖北省人民政府副省长、党组成员。现任天津市政协党组成员。